# Травник (село, Болгария)
Травник (болг. Травник) — село в Болгарии. Находится в Добричской области, входит в общину Каварна. Население составляет 28 человек.